# Werbig (Seelow)
Werbig è una frazione della città tedesca di Seelow, nel Brandeburgo.

Conta (2002) 691 abitanti.

## Storia
Werbig costituì un comune autonomo fino al 2003.